# Acronicta percolens
Acronicta percolens är en fjärilsart som beskrevs av John G. Franclemont 1938. Acronicta percolens ingår i släktet Acronicta och familjen nattflyn. Inga underarter finns listade i Catalogue of Life.